# 福井ネクサスエレファンツの選手一覧
福井ネクサスエレファンツの選手一覧（ふくいネクサスエレファンツのせんしゅいちらん）は日本海オセアンリーグの福井ネクサスエレファンツならびにベースボール・チャレンジ・リーグ（ルートインBCリーグ）の「福井ミラクルエレファンツ」→「福井ワイルドラプターズ」にかつて所属していた主な選手の一覧である。

## 過去に在籍した主な選手

### NPB入団選手
※年はNPB入団前の最終所属年度。当球団から直接入団した選手に限る。
- 2008年
  - 柳川洋平 - 福岡ソフトバンクホークス（育成ドラフト3位、2009年 - 2012年）2021年 - 2022年にオセアン滋賀ブラックス→滋賀GOブラックス監督
- 2009年
  - 前田祐二 - オリックス・バファローズ（ドラフト4位、2010年 - 2015年）
- 2012年
  - 森本将太 - オリックス・バファローズ（ドラフト5位、2013年 - 2016年）
  - 西川拓喜 - オリックス・バファローズ（育成ドラフト2位、2013年 - 2014年）
- 2018年
  - 岩本輝 - オリックス・バファローズ（2018年途中 - 2019年） ※元阪神タイガース
  - 片山雄哉 - 阪神タイガース（育成ドラフト1位、2015年 - 2018年）
  - 松本友 - 東京ヤクルトスワローズ（育成ドラフト2位、2017年 - 2018年）
- 2022年
  - 秋吉亮 - 福岡ソフトバンクホークス（2022年途中 - 終了） ※元北海道日本ハムファイターズ
  - 濱将乃介 - 中日ドラゴンズ（ドラフト5位、2023年 - ）

### その他
投手
- 天野浩一 - 元・広島東洋カープ
- イム・テフン - 2009 ワールド・ベースボール・クラシック韓国代表
- 角屋龍太 - オリックス・バファローズからの派遣選手
- ガラニン・ヤン
- 後藤茂基 - 最優秀防御率（2022年）
- 佐村・トラヴィス・幹久 - 阪神タイガースからの派遣選手
- 関口将平
- 高橋康二 - 地区最多セーブ（2020年）
- 田面巧二郎 - 阪神タイガースからの派遣選手
- 塚田貴之 - 元・オリックス・バファローズ
- 戸田亮 - オリックス・バファローズからの派遣選手
- 福泉敬大 - 元・読売ジャイアンツ
- 藤井宏海 - 元・千葉ロッテマリーンズ、最多勝利（2010年）、最多奪三振（2010年・2014年）、ベストナイン（2010年）
- 松田翔太 - 元・広島東洋カープ
- 矢島陽平 - 武蔵ヒートベアーズに移籍後、2015年に読売ジャイアンツより育成枠で指名される。
- 山崎正貴 - オリックス・バファローズからの派遣選手、最多奪三振（2013年）

捕手
- 織田一生 - ベストナイン（2010年）
- 杉本昌都 - 元・横浜DeNAベイスターズ
- 中溝雄也 - 現・千葉ロッテマリーンズブルペン捕手
- 中村辰哉 - 現・横浜DeNAベイスターズ打撃投手、ヤクルト・中村悠平の実弟

内野手
- 荒道好貴 - 2020年は兼任コーチ
- 清田亮一 - ベストナイン（2018年）
- 工藤祐二朗
- 大城祐二 - 元・阪神タイガース、ベストナイン（2012年）、外野手出場もあり
- 澤端侑 - 地区最多盗塁（2020年）
- シェパード・シバンダ
- ジョニー・セリス - ベストナイン（2015年）、富山・滋賀・群馬を経て引退後、北海道日本ハムファイターズ臨時通訳（2020年）、茨城アストロプラネッツ監督（2021年）
- 吉村慎之介 - 最多安打、打点王、ベストナイン（2022年）

外野手
- 稲倉大輝 - オリックス・バファローズからの派遣選手
- 大谷尚徳
- 大松尚逸 - 元・東京ヤクルトスワローズ
- 大松陽平 - ベストナイン（2015年、指名打者）
- 北田亘 - ベストナイン（2010年）
- 坂元洋平 - ベストナイン（2009年）
- 阪口竜暉 - 本塁打王、ベストナイン（2022年）、内野手出場もあり
- 坂元洋平 - ベストナイン（2009年）
- 中村和希 - 元・東北楽天ゴールデンイーグルス、コーチ兼任、地区首位打者（2021年）
- 森亮太 - 最多盗塁（2016年・2017年）

## 歴代監督
- 藤田平 （2008年）
- 天野浩一 （2009年）
- 野田征稔 （2010年 - 2011年）
- 酒井忠晴 （2012年 - 2014年）
- 吉竹春樹 （2015年 - 2016年）
- 北村照文 （2017年）
- 田中雅彦 （2018年 - 2019年）
- 福沢卓宏 （2020年 - 2021年）
- 南渕時高 （2022年）※途中退任

監督代行※秋吉と西村は1試合限定の「1日監督代行」
- 吉田篤史（2022年）※途中退任
- 秋吉亮（2022年、選手兼任）
- 西村徳文（2022年、本来はGM）
- 早坂圭介（2022年）